# Лукашевич Станіслав Михайлович
Станіслав Михайлович Лукашевич (біл. Станіслаў Міхайлавіч Лукашэвіч; 7 лютого 1935, c. Валовщина, Мінський район, БРСР — 20 грудня 2011, Мінськ) — голова Мінського міськвиконкому з серпня 1977 по січень 1980 років.

## Біографія
Станіслав Лукашевич закінчив Білоруський політехнічний інститут (сучасний БНТУ) у 1983 році.
Він розпочав свою кар'єру в 1956 році як технік у конструкторському інституті «Білгіпроторф». Працював на будівельних майданчиках у Мінську. Був секретарем Мінського міського комітету Комуністичної партії Білорусі.
У 1977 — 1980 роках — голова виконавчого комітету Мінської міської ради.
3 1980 по 1992 рік — заступник Міністра збірних та спеціальних будівельних робіт БРСР.
З 1992 по 1994 рік — заступник керівника концерну «Белбудмантаж».
З 1994 по 1998 рік — заступник голови державного концерну «Белмантажспецбуд».
З 1998 по 2011 рік Станіслав Михайлович працював у закритому акціонерному товаристві «Інвест-сістем», очолюючи Раду директорів цієї компанії в останні роки.